# 约书亚·本希奥
约书亚·本希奥 OC FRS FRSC（1964年3月5日—）是一名加拿大計算機科學家，因其在人工神經網路和深度學習方面的研究而知名，其中最为著名的工作是神经概率语言模型、ReLU和注意力机制。他是蒙特婁大學計算機科學和運籌學系的教授以及蒙特婁學習算法研究所科學主任。
本希奥與杰弗里·辛顿和楊立昆一起獲得2018年的圖靈獎，以表彰他們在深度學習方面的貢獻。這三人有時被稱為「AI教父」和「深度學習教父」。